# Scarsick
Albums de Pain of Salvation
BE
(2004) Road Salt One : Ivory
(2010)
Scarsick est le sixième album du groupe suédois de metal progressif Pain of Salvation, publié le 22 janvier 2007, par InsideOut Music.

## Liste des chansons
Toute la musique est composée par Daniel Gildenlöw.
| No  | Titre                   | Durée |
| --- | ----------------------- | ----- |
| 1.  | Scarsick                | 7:08  |
| 2.  | Spitfall                | 7:17  |
| 3.  | Cribcaged               | 5:56  |
| 4.  | America                 | 5:05  |
| 5.  | Disco Queen             | 8:22  |
| 6.  | Kingdom of Loss         | 6:41  |
| 7.  | Mrs. Modern Mother Mary | 4:14  |
| 8.  | Idiocracy               | 7:04  |
| 9.  | Flame to the Moth       | 5:58  |
| 10. | Enter Rain              | 10:03 |